# 썸데이 (음악 그룹)
썸데이는 대한민국의 음악 그룹이다. 2009년 KBS 드라마 꽃보다 남자 OST '알고 있나요'로 데뷔했다.

## 음반
- 꽃보다 남자 OST (2009)
- Someday (2009)
- Again (다시 시작해) (2009)
- 드림 OST (2009)
- 크리스마스의 기적 (2009)
- 인연 (2009)
- The Lady (2011)